# Sanghaji Új Nemzetközi Expo Központ

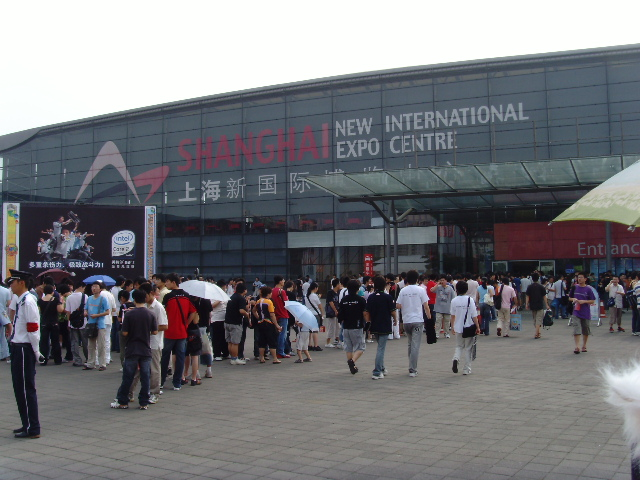
A Sanghaji Új Nemzetközi Expo Központ

A Sanghaji Új Nemzetközi Expo Központ (angolul: SNIEC) egy bemutató központ Kínában, pontosabban Sanghajban, az Expo 2010 "egyik épülete". Változatos bemutatók kerülnek megrendezésre, mint a 2009-es évben szállítók például a Sanghaji Autó Show és a Kínai Nemzetközi Hardware Show. Ebben az épületben került megrendezésre a 2002-es Tenisz Kupa, az egyik csarnokot átalakították átmeneti teniszpályává. 2001 novemberében adták át a központ első részét. 2009-ben 126 500 négyzetméteres nagyságúra bővítették a fedett részét, a külső rész 130 000 négyzetméteres lett, melyet 2010-re 200 000 négyzetre növelnek.

## Lásd még
- Expo 2010